# Szarłat zwisły
Szarłat zwisły, szarłat ogrodowy (Amaranthus caudatus L.) – gatunek rośliny z rodziny szarłatowatych. Roślina nie jest znana ze stanowisk naturalnych. Uznaje się, że pochodzi z Ameryki Środkowej lub Południowej i spokrewniona jest z szarłatem prostym (Amaranthus hybridus). Jest szeroko rozpowszechniona w uprawie jako roślina ozdobna i dostarczająca jadalnych nasion. 

## Historia
Szarłat zwisły razem z szarłatem wyniosłym były uprawiane przez ludy zamieszkujące środkową i południową Amerykę. Stanowiły tam jedno z głównych źródeł pożywienia, obok papryki, tykwy, fasoli, nasion dioonu jadalnego oraz kukurydzy i komosy ryżowej. Podczas uroczystości spożywano ciastka wyrabiane z nasion szarłatu i ludzkiej krwi. Hiszpańscy konkwistadorzy uznali takie praktyki za profanację obrzędu komunii i hostii i pod karą ucięcia rąk bądź nawet śmierci zakazali uprawy szarłatu. Usunięcie tego ważnego składnika diety przyczyniło się do rozpowszechnienia spożywania znacznie plenniejszej i łatwiejszej w uprawie, ale znacznie uboższej odżywczo kukurydzy. Na skutek odkrytych właściwości odżywczych nasion szarłatu, m.in. wyjątkowo wysokiej zawartości egzogennego aminokwasu – lizyny, w drugiej połowie XX wieku powrócono do uprawiania szarłatu jako rośliny jadalnej, obecnie uprawiany jest w Ameryce i Europie oraz w niektórych regionach Azji i Afryki. Wcześniej rozpowszechniony został jako roślina ozdobna na całym świecie z wyjątkiem strefy klimatu umiarkowanego chłodnego i arktycznego.

## Biologia i ekologia
Fotosynteza u szarłatu zachodzi według mechanizmu C4, co zabezpiecza przed fotooddychaniem i umożliwia rozwój na stanowiskach suchych. Temperaturą optymalną do wegetacji jest 24-28°C, jednak rośliny dobrze znoszą temperatury dochodzące nawet do 50°C. Poniżej 8°C następuje zahamowanie wzrostu szarłatu, a w temperaturze 4°C rośliny ulegają nieodwracalnym uszkodzeniom. Szarłat zwisły pochodzący z Andów jest bardziej odporny na chłód niż szarłat wyniosły. Gatunki rodzaju Amarantus mogą swobodnie się krzyżować między sobą, co ułatwia zbliżona liczba chromosomów.

## Morfologia

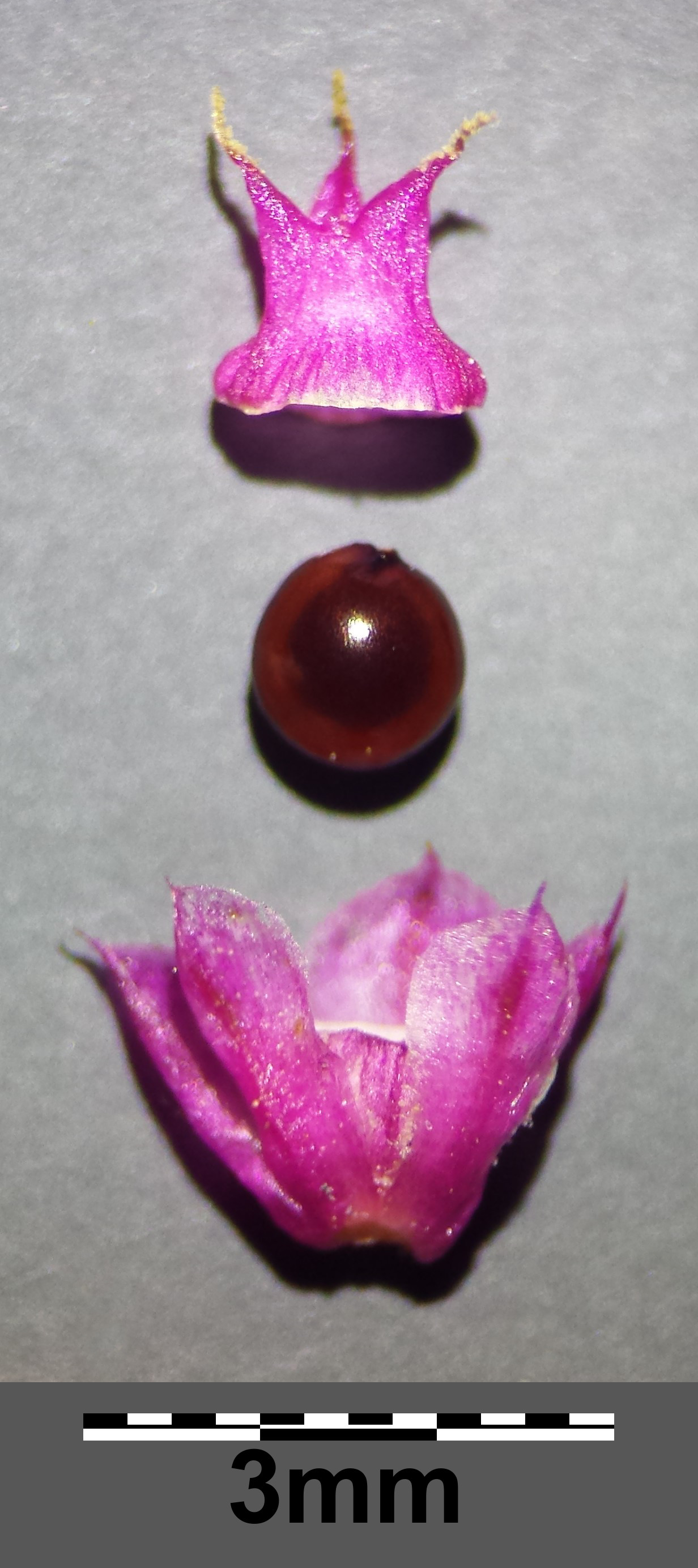
Kwiat żeński z nasionem

PokrójRoślina jednoroczna o umiarkowanie rozgałęziającym się pędzie, za młodu nieco owłosionym w górze, z wiekiem roślina naga. Osiąga od kilkudziesięciu cm do 1,5 m wysokości, rzadko nawet do 2,5 m.
LiścieLiście na ogonkach krótszych od blaszki, ta jajowatorombowata do szerokolancetowatej, o długości 5–15 cm i szerokości 2–10 cm. Blaszka całobrzega, u nasady zbiegająca, na szczycie ostra lub stępiona.
KwiatyDrobne, zebrane w tęgie, zwisające kłosy, tworzące wiechy złożone. Kwiatostany barwy czerwonej, fioletowej, białej, rzadziej zielonej lub żółtej. Kwiaty wsparte równowąskimi lub lancetowatymi przysadkami. Okwiat z 5 błoniastych listków o długości 1,5 do 2,5 mm, na szczycie ostrych lub stępionych. Słupek na szczycie z rozpostartymi lub odgiętymi trzema znamionami. W szczytowych częściach kwiatostanów skupione są kwiaty męskie, składające się z okwiatu i 5 pręcików.
OwoceSzerokojajowata lub kulistawa torebka o długości 1,5–2,5 mm tkwiąca w trwałym okwiecie. Nasiono ciemnobrązowe, czarnobrązowe lub jaśniejsze – żółtawobiałe, kształtu soczewkowatego do kulistego o średnicy nieco ponad 1 mm. Powierzchnia nasiona gładka lub z rzadka punktowana.

## Zastosowania
Wysoka zawartość białka i brak glutenu czyni nasiona szarłatu atrakcyjnym pożywieniem, szczególnie dla wegetarian i osób chorych na celiakię, co przyczynia się do rozpowszechniania upraw tej rośliny na świecie. Ze względu na obecność drobnoziarnistej skrobi i licznych antyoksydantów, takich jak rutyna i izokwercytryna, jest wykorzystywany w przemyśle farmaceutycznym i kosmetycznym. W klimacie umiarkowanym, panującym w Europie Środkowej, gdzie dobowa amplituda temperatur nie jest tak wysoka jak w rejonach Andów, szarłat zwisły nie owocuje, dlatego w tym rejonie może być uprawiany wyłącznie jako roślina ozdobna lub na zieloną masę. Ponadto szarłat jest źródłem lektyny, amarantyny (ACA), aglutyniny używanej jako sonda histochemiczna. Umożliwia ona wykrywanie ognisk nieprawidłowych podziałów komórek w zespołach raka jelita grubego.